# Économie participative
L'économie participative, également traduit par économie participaliste (en anglais, participatory economics, désignée par l'abréviation pare-con) est un modèle théorique de système économique, destiné à fournir une alternative au capitalisme comme à l'économie planifiée. Il est basé sur les travaux du théoricien Michael Albert et de l'économiste Robin Hahnel dans les années 1980-1990.
Les valeurs fondamentales que cherche à mettre en œuvre l'économie participative sont : l'équité, la solidarité, la diversité et l'auto-gestion. Les institutions principales pour atteindre ces objectifs sont les conseils de travailleurs et de consommateurs qui utiliseraient les méthodes d'autogestion pour prendre les décisions, la rémunération accordée en fonction de l'effort et du sacrifice, et une planification participative.
Albert et Hahnel soulignent que l'économie participative se propose seulement comme économie alternative et qu'elle doit être accompagnée de visions différentes dans les domaines de la politique, de la culture et de la famille. Stephen R. Shalom a commencé un travail sur un type de politique participative qu'il appela « Parpolity ». Des éléments de l'anarchisme dans le champ de la politique, le multiculturalisme dans le champ de la culture et le féminisme dans le champ de la famille pourraient selon les discussions des auteurs être les fondations possibles d'une vision alternative du futur pour ces autres sphères de la société.

## Cadre institutionnel de l'économie participative
- Principe de prise de décision : une des propositions principale de l'économie participative est que toute personne devrait avoir son mot à dire pour une décision de manière proportionnelle au degré où cette décision l'affecte.
- Conseils de consommateurs et de producteurs : pour achever ce principe de prise de décision, une économie participative serait organisée en conseils de consommateurs et de producteurs. Beaucoup d'individus participeraient aux deux institutions. Géographiquement, ces conseils seraient probablement emboîtés, avec des conseils de voisins, des conseils de quartier, des conseils de ville ou de région et un conseil de pays. Les décisions se prendraient parfois par consensus, parfois par vote, et parfois d'une autre façon, la meilleure méthode serait décidée par le conseil.
- Rémunération pour l'effort et le sacrifice : les partisans de l'économie participative expliquent qu'il est inéquitable et aussi inefficace de rémunérer sur la base de la naissance ou de l'intelligence innée.